# Anglosuchus
Anglosuchus es un género extinto de mesoeucrocodilio folidosáurido. Ambas especies de Anglosuchus fueron asignadas originalmente al género Steneosaurus por Richard Owen en 1884, pero más tarde fueron situadas en un nuevo género. Alguna vez fueron considerados como teleosáuridos pero más tarde fueron reasignados a la familia Pholidosauridae.